# スリーマー
スリーマー（英 Slimmer）は、女性・女児用の肌着の一種。ニット地のシャツで、裾の丈はスリップより短い。袖の丈は長袖から半袖、ラン型など様々である。スリム（Slim）が語源であり、ウエスト部をゴム編みにして、細身に見せる工夫を施したものもある。中高年の女性が好んで着ていることや、見た目がおばさんくさいことから、1990年代半ば頃から「ババシャツ」と言われることもある。